# PlayStation Vita

Ontwerp van de PSVita

SVG & Media card

De PlayStation Vita (kortweg ook PS Vita of PSV genoemd) is een draagbare spelcomputer van Sony Interactive Entertainment. Nadat er al meerdere malen geruchten waren over een opvolger van de PlayStation Portable werd de PlayStation Vita bij de E3 van 2011 bevestigd en getoond. Het apparaat is op 17 december 2011 in Japan geïntroduceerd, en op 22 februari 2012 is hij in Europa en Noord-Amerika uitgebracht. De PS Vita had origineel een oled-aanraakscherm en een gevoelige touchpad op de achterkant waarmee eveneens computerspellen bestuurd kunnen worden.
In 2013 en 2014 kwam er wereldwijd een vernieuwde versie van de Vita uit die iets kleiner is, een langere batterijduur heeft, en een micro USB-poort en een lcd-scherm bevat in plaats van een oled-scherm.

## Achtergrond
De PlayStation Vita heeft twee analoge sticks, een bewegingssensor, achter-touchpad, voor en achtercamera, een aanraakgevoelig scherm van 12,7 cm (5 inch) en bluetooth. De PlayStation Vita draait op een ARM Cortex-A9 met 4 cores-processor met als grafische kaart een SGX543MP4+. De bekende XrossMediaBar is vervangen door een voor aanraakscherm ontwikkelde LiveArea.

## Modellen
De originele (eerste generatie) PlayStation Vita (PCH-1xxx) is er in twee varianten, een model met wifi- en 3G-connectiviteit en een model met alleen wifi-connectiviteit. Het nieuwe model (tweede generatie) PlayStation Vita (PCH-2xxx) is alleen nog maar verkrijgbaar met Wi-Fi-connectiviteit. Ook is er een model zonder display en controleknoppen, de PlayStation TV (in Azië en Japan bekend onder de naam PlayStation Vita TV).
- PCH-1000 (Eerste generatie wifi, oled)
- PCH-1100 (Eerste generatie 3G, wifi, oled)
- PCH-2000 (Tweede generatie wifi, lcd)
- VTE-1000 (PlayStation TV)

## Geheugen
De Playstation Vita is niet compatibel met standaard geheugenkaarten, in plaats daarvan maakt deze gebruik van speciale PS Vita-geheugenkaarten, die te verkrijgen zijn in 4, 8, 16, 32 en (in sommige regio's) 64 GB.
Het systeem beschikt over 512 MB RAM en over 1GB flashgeheugen (alleen het PCH-2000-model) voor de instellingen en andere systeemsoftwaregebonden functies.

## Systeemsoftware
De systeemsoftware op de PlayStation Vita wordt LiveArea genoemd, dit is een grafische gebruikersomgeving ontwikkeld door Sony Interactive Entertainment. De interface is ontwikkeld om optimaal gebruik te maken van het aanraakscherm met een diameter van 12,7 centimeter (5 inch).
Op het beginscherm staan ronde pictogrammen, door op het pictogram van een applicatie of spel te tikken, verschijnt het LiveArea-scherm van de applicatie. Het beginscherm kan uit maximaal 10 pagina's bestaan.
Sony heeft met LiveArea voor de achtste generatie draagbare spelcomputer afscheid genomen van de vorige XrossMediaBar-interface, die werd gebruikt door de zevende generatie van Sony's spelcomputers, zoals de PlayStation Portable en PlayStation 3.

## Internet
De webbrowser van de PlayStation Vita ondersteunt JavaScript, HTML5 (gedeeltelijk) en cookies. Flash wordt niet ondersteund. Sinds firmware 2.10 wordt het afspelen van video's in de webbrowser door middel van HTML5 ondersteund.
Omdat het afspelen van video's in de webbrowser bij de release nog niet mogelijk was, heeft Sony YouTube beschikbaar gemaakt met een app. Deze YouTube-app is met de komst van firmware 2.10 overbodig en wordt sinds 20 april 2015 niet meer ondersteund. Voor andere functies die niet of moeilijk via de browser te gebruiken zijn, zoals Facebook, Twitter en Skype, zijn gratis apps te vinden in de PlayStation Store.

## Remote Play
Sinds de komst van de PlayStation 4 is het mogelijk om (bijna) elk spel vanaf de PlayStation 4 naar de PlayStation Vita te streamen, met de functie Remote Play (PS4-koppeling). Bij dit proces doet de PlayStation 4 eigenlijk al het zware werk. De Remote Play-feature werkt via een lokaal netwerk op zowel de PlayStation Vita, als op een PlayStation TV. De PlayStation Vita kan ook gebruik maken van de Remote Play-functie via het internet.
Een PS4-ontwikkelaar heeft tegenover Eurogamer verklaard dat Sony de Remote Play-functie verplicht heeft gemaakt voor PS4-spellen, behalve degene die gebruikmaken van de PS4 Eye. Dit is later door de president van SIE Worldwide Studios, Shuhei Yoshida, bevestigd.

## Compatibele media
Voor het afspelen van spellen in PS Vita-formaat worden PS Vita-kaarten gebruikt. Deze hebben een opslagruimte van 4 GB en is uitbreidbaar tot 8 GB voor (mogelijke) toekomstige titels. Anno 2014 is er nog geen spel groter dan 4 GB. Spellen zijn ook te downloaden in de PlayStation Store. Voor het downloaden van spellen is een geheugenkaart nodig. Sony heeft voor de PS Vita zijn eigen lijn geheugenkaarten uitgebracht. De capaciteit van deze kaarten varieert van 4 GB tot 64 GB. In Europa is het grootste uitgegeven model 32 GB. Verder ondersteunt het systeem de volgende formaten:

### Spellen
- Spellen in PS Vita-formaat
- Spellen in PSP-formaat (als download)
- Spellen in PlayStation Mobile-formaat (als download, systeemsoftware 2.00 of hoger vereist).
- Games in PlayStation-formaat (als download, systeemsoftware 1.80 of hoger vereist).
- Remote Play via de PlayStation 4

### Video
- MPEG-4 Simple Profile Level 6, maximaal 1280×720 pixels
- AAC
- H.264/MPEG-4 AVC Baseline/Main/High Profile Level 4.0, maximaal 1080p, AAC

### Afbeeldingen
- JPEG (Exif2.2.1)
- TIFF
- BMP
- GIF
- PNG
- MPO
- Video's gemaakt met het systeem

### Audio
- MP3 (MPEG-1/2 Audio Layer-3)
- MP4 (MPEG-4 AAC)
- WAVE (Linear PCM)

### Afspeellijsten
- M3U
- M3U8
- Afspeellijsten aangemaakt met een PlayStation
- Afspeellijsten aangemaakt in iTunes (iTunes versie 10.6.3 of hoger vereist)

## Overzetten van spellen
Voor het overzetten/digitaliseren van spellen in PSP-formaat (UMD) heeft Sony het UMD Passport-programma opgezet. Door de UMD Registration App op de PSP te downloaden en vanuit de XMB te starten kunnen spellen in PSP-formaat (UMD's) geregistreerd worden. De geregistreerde spellen zullen dan tegen een gereduceerde prijs uit de PlayStation Store gedownload kunnen worden.
Op 11 december 2011 heeft Sony aangekondigd dat het UMD Passport-programma alleen voor gebruikers met een Japans SEN-account mogelijk is. Dit betekent dat Europese/Amerikaanse eigenaren van PSP-spellen geen korting zullen krijgen wanneer ze deze spellen op de Vita willen overzetten.
Het is wel mogelijk om oude PSP-save-data, muziek, video's, afbeeldingen, back-ups en bestanden over te zetten naar een pc of PS3-systeem, en andersom door middel van een softwareprogramma van Sony genaamd 'Content Manager Assistant' voor pc of Mac.
Spelcomputers · Draagbare spelcomputers (Lijst van draagbare spelcomputers)